# Miracles (chanson de Coldplay)
Pour les articles homonymes, voir Miracle (homonymie).
Singles de Coldplay
Ink
(2014)
Miracles est une chanson du groupe de rock britannique Coldplay sortie en 2014. C'est le générique de fin du film Invincible réalisé par Angelina Jolie.

## Historique
Le 28 octobre 2014, le groupe Coldplay annonce sur son site internet officiel qu'il va enregistrer une chanson spécialement pour le film Invincible d'Angelina Jolie, qui revient sur l'histoire de Louis Zamperini, un athlète olympique américain qui a été détenu par les Japonais durant la Seconde Guerre mondiale.

## Sortie
Le 11 décembre 2014, la chanson est présentée sur la chaine YouTube officielle du groupe.
La chanson est présente sur la bande originale du film commercialisée le 15 décembre 2014 par le label Parlophone ainsi qu'en single sur iTunes.

## Distinctions
La chanson était pressentie pour être nommée à l'Oscar de la meilleure chanson originale en 2015, mais n'a finalement pas été sélectionnée.

## Classements
| Classement (2014)                           | Meilleure position |
| ------------------------------------------- | ------------------ |
| France (SNEP)                               | 153                |
| Royaume-Uni (Official Charts Company)       | 95                 |
| États-Unis (Bubbling Under Hot 100 Singles) | 7                  |
| États-Unis (Hot Rock Songs)                 | 9                  |

## Crédits
| Coldplay - Guy Berryman – tous instruments - Jonny Buckland – tous instruments - Will Champion – tous instruments, chant - Chris Martin – tous instruments, chant Musiciens additionnels - Tor Erik Hermansen – claviers - Mikkel S. Eriksen – claviers | Technical personnel - Stargate – production, programmation additionnelle - Daniel Green – production, programmation - Rik Simpson – mixage, production, programmation - Bill Rahko – ingénieur du son additionnel - Jaime Sickora – ingénieur du son additionnel - Miles Walker – ingénieur du son additionnel - Robin Baynton – ingénieur du son additionnel, mixage - Roxy Pope – mixage - Ted Jensen – mastering |